# Monterrey Open 2023
Il Monterrey Open 2023, conosciuto anche come Abierto GNP Seguros 2023 per motivi di sponsorizzazione, è un torneo femminile di tennis giocato sul cemento. È la 15ª edizione del torneo, facente parte della categoria WTA Tour 250 nell'ambito del WTA Tour 2023. Si gioca al Club Sonoma di Monterrey in Messico, dal 27 febbraio al 5 marzo 2023.

## Partecipanti

### Teste di serie
| Nazionalità | Giocatrice             | Ranking* | Testa di serie |
| ----------- | ---------------------- | -------- | -------------- |
| Francia     | Caroline Garcia        | 5        | 1              |
| Rep. Ceca   | Marie Bouzková         | 26       | 2              |
| Croazia     | Donna Vekić            | 31       | 3              |
| Belgio      | Elise Mertens          | 38       | 4              |
| Cina        | Zhu Lin                | 42       | 5              |
| Rep. Ceca   | Kateřina Siniaková     | 47       | 6              |
| Egitto      | Mayar Sherif           | 53       | 7              |
| Italia      | Elisabetta Cocciaretto | 54       | 8              |

* Ranking al 20 febbraio 2023.

### Altre partecipanti
Le seguenti giocatrici hanno ricevuto una wild card per il tabellone principale:
- Marie Bouzková
- Fernanda Contreras Gómez
- Emma Navarro

La seguente giocatrice è entrata in tabellone con lo special exempt:
- Rebecca Peterson

Le seguenti giocatrici sono entrati nel tabellone principale passando dalle qualificazioni:

- Caroline Dolehide
- Despoina Papamichaīl
- Kamilla Rachimova
- Elena-Gabriela Ruse
- Lesja Curenko
- Sachia Vickery

La seguente giocatrice è entrata in tabellone come lucky loser:
- Marina Bassols Ribera

### Ritiri
Prima del torneo
- Kateryna Baindl → sostituita da  Kaja Juvan
- Beatriz Haddad Maia → sostituita da  Ysaline Bonaventure
- Rebecca Peterson → sostituita da  Marina Bassols Ribera

## Partecipanti al doppio

### Teste di serie
| Nazionalità | Giocatrice        | Nazionalità | Giocatrice          | Ranking1 | Testa di serie |
| ----------- | ----------------- | ----------- | ------------------- | -------- | -------------- |
| Ungheria    | Anna Bondár       | Romania     | Elena-Gabriela Ruse | 88       | 1              |
| Regno Unito | Alicia Barnett    | Regno Unito | Olivia Nicholls     | 126      | 2              |
| Stati Uniti | Kaitlyn Christian | Stati Uniti | Sabrina Santamaria  | 132      | 3              |
| Rep. Ceca   | Anastasia Dețiuc  | Giappone    | Eri Hozumi          | 137      | 4              |

* Ranking al 20 febbraio 2023.

### Altre partecipanti
Le seguenti giocatrici hanno ricevuto una wild card per il tabellone principale:
- Kimberly Birrell /  Fernanda Contreras Gómez
- Marcela Zacarías /  Renata Zarazúa

### Ritiri
Prima del torneo
- Jesika Malečková /  Renata Voráčová → sostituite da  Jesika Malečková /  Despoina Papamichaīl

## Punti
| Evento    | V   | F   | SF  | QF | 2T | 1T   | Q    | Q2   | Q1   |
| Singolare | 280 | 180 | 110 | 60 | 30 | 1    | 18   | 12   | 1    |
| Doppio    | 280 | 180 | 110 | 60 | 1  | N.D. | N.D. | N.D. | N.D. |

## Campionesse

### Singolare
Donna Vekić ha sconfitto in finale  Caroline Garcia con il punteggio di 6-4, 3-6, 7-5.
- É il quarto titolo in carriera per Vekić, il primo della stagione.

### Doppio
Yuliana Lizarazo /  María Paulina Pérez García hanno sconfitto in finale  Kimberly Birrell /  Fernanda Contreras Gómez con il punteggio di 6-3, 5-7, [10-5].